# Idioma lungga
Lungga (también escrito Luga, Luqa) es una lengua malayo-polinesia hablada por unas 2.800 personas en la mitad sur de la isla Ranongga, en Islas Salomón.